# Paul Hanley
Paul Jason Hanley (Melbourne, Austràlia, 12 de novembre de 1977) va ser un tennista australià especialitzat en la modalitat de dobles.
En la seva trajectòria destaca haver disputat dues finals de Grand Slam en dobles mixts tot i no aconseguir el títol. En el seu palmarès consten 26 títols de dobles masculins que li van permetre arribar al cinquè lloc del rànquing mundial. Va formar part de l'equip australià de Copa Davis en diverses ocasions.

## Torneigs de Grand Slam

### Dobles mixts: 2 (0−2)
| Resultat  | Núm. | Any  | Torneig          | Parella            | Oponents                         | Marcador         |
| --------- | ---- | ---- | ---------------- | ------------------ | -------------------------------- | ---------------- |
| Finalista | 1.   | 2005 | Wimbledon        | Tatiana Perebiynis | Mary Pierce Mahesh Bhupathi      | 4−6, 2−6         |
| Finalista | 2.   | 2011 | Open d'Austràlia | Chan Yung-jan      | Katarina Srebotnik Daniel Nestor | 3−6, 6−3, [7−10] |

## Palmarès

### Dobles masculins: 51 (26−25)
| Llegenda (pre/post 2009)                                 |
| -------------------------------------------------------- |
| Grand Slams (0−0)                                        |
| Tennis Masters Cup / ATP Finals (0−0)                    |
| ATP Masters Series / ATP World Tour Masters 1000 (3−6)   |
| ATP International Series Gold / ATP World Tour 500 (6−2) |
| ATP International Series / ATP World Tour 250 (17−17)    |

| Títols per superfície |
| --------------------- |
| Dura (16−19)          |
| Gespa (2−1)           |
| Terra batuda (7−5)    |
| Moqueta (1−0)         |

| Resultat  | Núm. | Data                   | Torneig                     | Superfície   | Parella          | Oponents                            | Marcador             |
| --------- | ---- | ---------------------- | --------------------------- | ------------ | ---------------- | ----------------------------------- | -------------------- |
| Finalista | 1.   | 18 de juny de 2001     | Nottingham, Regne Unit      | Gespa        | Mark Kratzmann   | Donald Johnson Jared Palmer         | 4−6, 2−6             |
| Guanyador | 1.   | 23 de juliol de 2001   | Sopot, Polònia              | Terra batuda | Nathan Healey    | Irakli Labadze Attila Sávolt        | 7−6(10), 6−2         |
| Finalista | 2.   | 1 d'octubre de 2001    | Tòquio, Japó                | Dura         | Nathan Healey    | Rick Leach David Macpherson         | 5−7, 6−7(2)          |
| Finalista | 3.   | 8 de juliol de 2002    | Båstad, Suècia              | Terra batuda | Michael Hill     | Jonas Björkman Todd Woodbridge      | 6−7(6), 4−6          |
| Finalista | 4.   | 21 d'octubre de 2002   | Estocolm, Suècia            | Dura (i)     | Wayne Arthurs    | Wayne Black Kevin Ullyett           | 4−6, 6−2, 6−7(4)     |
| Guanyador | 2.   | 6 de gener de 2003     | Sydney, Austràlia           | Dura         | Nathan Healey    | Mahesh Bhupathi Joshua Eagle        | 7−6(3), 6−4          |
| Guanyador | 3.   | 17 de febrer de 2003   | Rotterdam, Països Baixos    | Dura (i)     | Wayne Arthurs    | Roger Federer Max Mirnyi            | 7−6(4), 6−2          |
| Guanyador | 4.   | 5 de maig de 2003      | Roma, Itàlia                | Terra batuda | Wayne Arthurs    | Michaël Llodra Fabrice Santoro      | 7−5, 7−6(5)          |
| Finalista | 5.   | 28 de juliol de 2003   | Washington DC, Estats Units | Dura         | Chris Haggard    | Ievgueni Kàfelnikov Sargis Sargsian | 5−7, 6−4, 2−6        |
| Finalista | 6.   | 11 d'agost de 2003     | Cincinnati, Estats Units    | Dura         | Wayne Arthurs    | Bob Bryan Mike Bryan                | 6−7(3), 4−6          |
| Guanyador | 5.   | 22 de setembre de 2003 | Xangai, Xina                | Dura         | Wayne Arthurs    | Zeng Shaoxuan Zhu Benqiang          | 6−2, 6−4             |
| Finalista | 7.   | 20 d'octubre de 2003   | Estocolm (2)                | Dura (i)     | Wayne Arthurs    | Jonas Björkman Todd Woodbridge      | 3−6, 4−6             |
| Guanyador | 6.   | 27 d'octubre de 2003   | París, França               | Moqueta      | Wayne Arthurs    | Michaël Llodra Fabrice Santoro      | 6−3, 1−6, 6−3        |
| Guanyador | 7.   | 16 de febrer de 2004   | Rotterdam (2)               | Dura (i)     | Radek Štěpánek   | Jonathan Erlich Andy Ram            | 5−7, 7−6(5), 7−5     |
| Finalista | 8.   | 3 de maig de 2004      | Roma                        | Terra batuda | Wayne Arthurs    | Mahesh Bhupathi Max Mirnyi          | 6−1, 4−6, 6−7(1)     |
| Guanyador | 8.   | 14 de juny de 2004     | Nottingham                  | Gespa        | Todd Woodbridge  | Rick Leach Brian MacPhie            | 6−4, 6−3             |
| Finalista | 9.   | 12 de juliol de 2004   | Los Angeles, Estats Units   | Dura         | Wayne Arthurs    | Bob Bryan Mike Bryan                | 3−6, 6−7(6)          |
| Finalista | 8.   | 25 de novembre de 2004 | Estocolm (3)                | Dura (i)     | Wayne Arthurs    | Feliciano López Fernando Verdasco   | 4−6, 4−6             |
| Guanyador | 9.   | 7 de febrer de 2005    | San José, Estats Units      | Dura (i)     | Wayne Arthurs    | Yves Allegro Michael Kohlmann       | 7−6(4), 6−4          |
| Finalista | 11.  | 21 de febrer de 2005   | Scottsdale, Estats Units    | Dura         | Wayne Arthurs    | Bob Bryan Mike Bryan                | 5−7, 4−6             |
| Finalista | 12.  | 7 de març de 2005      | Indian Wells, Estats Units  | Dura         | Wayne Arthurs    | Mark Knowles Daniel Nestor          | 6−7(6), 6−7(2)       |
| Guanyador | 10.  | 16 de maig de 2005     | Sankt Pölten, Àustria       | Terra batuda | Lucas Arnold Ker | Martin Damm Mariano Hood            | 6−3, 6−4             |
| Guanyador | 11.  | 18 de juliol de 2005   | Indianapolis, Estats Units  | Dura         | Graydon Oliver   | Simon Aspelin Todd Perry            | 6−2, 3−1, retirada   |
| Guanyador | 12.  | 26 de setembre de 2005 | Bangkok, Tailàndia          | Dura (i)     | Leander Paes     | Jonathan Erlich Andy Ram            | 6−7(5), 6−1, 6−2     |
| Guanyador | 13.  | 10 d'octubre de 2005   | Estocolm                    | Dura (i)     | Wayne Arthurs    | Leander Paes Nenad Zimonjić         | 6−3, 6−3             |
| Finalista | 13.  | 2 de gener de 2006     | Adelaida, Austràlia         | Dura         | Kevin Ullyett    | Jonathan Erlich Andy Ram            | 6−7(4), 6−7(10)      |
| Guanyador | 14.  | 20 de febrer de 2004   | Rotterdam (3)               | Dura (i)     | Kevin Ullyett    | Jonathan Erlich Andy Ram            | 7−6(4), 7−6(2)       |
| Guanyador | 15.  | 27 de febrer de 2006   | Dubai, Emirats Àrabs Units  | Dura         | Kevin Ullyett    | Mark Knowles Daniel Nestor          | 1−6, 6−2, [10−1]     |
| Guanyador | 16.  | 15 de maig de 2006     | Hamburg, Alemanya           | Terra batuda | Kevin Ullyett    | Mark Knowles Daniel Nestor          | 4−6, 7−6(5), [10−4]  |
| Guanyador | 17.  | 22 de maig de 2006     | Pörtschach (2)              | Terra batuda | Jim Thomas       | Oliver Marach Cyril Suk             | 6−3, 4−6, [10−5]     |
| Guanyador | 18.  | 12 de juny de 2006     | Londres, Regne Unit         | Gespa        | Kevin Ullyett    | Jonas Björkman Max Mirnyi           | 6−4, 7−6(5)          |
| Finalista | 14.  | 31 de juliol de 2006   | Washington DC (2)           | Dura         | Kevin Ullyett    | Bob Bryan Mike Bryan                | 3−6, 7−5, [3−10]     |
| Finalista | 15.  | 7 d'agost de 2006      | Toronto, Canadà             | Dura         | Kevin Ullyett    | Bob Bryan Mike Bryan                | 5−7, 1−6             |
| Guanyador | 19.  | 9 d'octubre de 2006    | Estocolm (2)                | Dura (i)     | Kevin Ullyett    | Olivier Rochus Kristof Vliegen      | 7−6(2), 6−4          |
| Guanyador | 20.  | 8 de gener de 2007     | Sydney (2)                  | Dura         | Kevin Ullyett    | Mark Knowles Daniel Nestor          | 6−4, 6−7(3), [10−6]  |
| Finalista | 16.  | 14 de maig de 2007     | Hamburg                     | Terra batuda | Kevin Ullyett    | Bob Bryan Mike Bryan                | 3−6, 6−3, [7−10]     |
| Finalista | 17.  | 6 d'agost de 2007      | Mont-real (2)               | Dura         | Kevin Ullyett    | Mahesh Bhupathi Pavel Vízner        | 4−6, 4−6             |
| Guanyador | 21.  | 25 de febrer de 2008   | Zagreb, Croàcia             | Dura (i)     | Jordan Kerr      | Christopher Kas Rogier Wassen       | 6−3, 3−6, [10−8]     |
| Finalista | 18.  | 6 d'abril de 2009      | Casablanca, Marroc          | Terra batuda | Simon Aspelin    | Łukasz Kubot Oliver Marach          | 6−7(4), 6−3, [6−10]  |
| Guanyador | 22.  | 20 de juliol de 2009   | Hamburg (2)                 | Terra batuda | Simon Aspelin    | Marcelo Melo Filip Polášek          | 6−3, 6−3             |
| Finalista | 19.  | 25 d'octubre de 2009   | Estocolm (4)                | Dura (i)     | Simon Aspelin    | Bruno Soares Kevin Ullyett          | 4−6, 6−7(4)          |
| Finalista | 20.  | 14 de febrer de 2010   | Rotterdam                   | Dura (i)     | Simon Aspelin    | Daniel Nestor Nenad Zimonjić        | 4−6, 6−4, [7−10]     |
| Guanyador | 23.  | 27 de febrer de 2010   | Dubai (2)                   | Dura         | Simon Aspelin    | Lukáš Dlouhý Leander Paes           | 6−2, 6−3             |
| Guanyador | 24.  | 9 de gener de 2011     | Brisbane, Austràlia         | Dura         | Lukáš Dlouhý     | Robert Lindstedt Horia Tecău        | 6−4, retirada        |
| Guanyador | 25.  | 15 de gener de 2011    | Sydney (3)                  | Dura         | Lukáš Dlouhý     | Bob Bryan Mike Bryan                | 6−7(6), 6−3, [10−5]  |
| Finalista | 21.  | 5 de febrer de 2012    | Montpeller, França          | Dura (i)     | Jamie Murray     | Nicolas Mahut É. Roger-Vasselin     | 4−6, 6−7(4)          |
| Guanyador | 26.  | 15 d'abril de 2012     | Casablanca                  | Terra batuda | Dustin Brown     | Daniele Bracciali Fabio Fognini     | 7−5, 6−3             |
| Finalista | 22.  | 28 de juliol de 2012   | Kitzbühel, Àustria          | Terra batuda | Dustin Brown     | František Čermák Julian Knowle      | 6−7(4), 6−3, [10−12] |
| Finalista | 23.  | 30 de setembre de 2012 | Bangkok                     | Dura (i)     | Eric Butorac     | Lu Yen-hsun Danai Udomchoke         | 3−6, 4−6             |
| Finalista | 24.  | 6 de gener de 2013     | Brisbane                    | Dura         | Eric Butorac     | Marcelo Melo Tommy Robredo          | 6−4, 1−6, [5−10]     |
| Finalista | 25.  | 23 de febrer de 2014   | Marsella, França            | Dura (i)     | Jonathan Marray  | Julien Benneteau É. Roger-Vasselin  | 6−4, 6−7(8), [11−13] |

### Dobles mixts: 2 (0−2)
| Títols per superfície |
| --------------------- |
| Dura (0−1)            |
| Gespa (0−1)           |
| Terra batuda (0−0)    |

| Resultat  | Núm. | Data                | Torneig                     | Superfície | Parella            | Oponents                         | Marcador         |
| --------- | ---- | ------------------- | --------------------------- | ---------- | ------------------ | -------------------------------- | ---------------- |
| Finalista | 1.   | 3 de juliol de 2005 | Wimbledon, Regne Unit       | Gespa      | Tatiana Perebiynis | Mary Pierce Mahesh Bhupathi      | 4−6, 2−6         |
| Finalista | 2.   | 30 de gener de 2011 | Open d'Austràlia, Austràlia | Dura       | Chan Yung-jan      | Katarina Srebotnik Daniel Nestor | 3−6, 6−3, [7−10] |

## Trajectòria

### Dobles masculins
| Torneig | 1999 | 2000 | 2001        | 2002        | 2003        | 2004 | 2005        | 2006        | 2007        | 2008 | 2009        | 2010        | 2011        | 2012 | 2013 | 2014 | Títols | V − D   |
| --- | ---- | ---- | ----------- | ----------- | ----------- | ---- | ----------- | ----------- | ----------- | ---- | ----------- | ----------- | ----------- | ---- | ---- | ---- | ------ | ------- |
| Open d'Austràlia | 1R   | 2R   | 2R          | 1R          | 1R          | 2R   | 2R          | SF          | SF          | 2R   | 3R          | 3R          | 1R          | 1R   | 3R   | 1R   | 0 / 16 | 19 – 16 |
| Roland Garros | A    | A    | 2R          | QF          | SF          | 1R   | QF          | 2R          | 2R          | 2R   | 3R          | 1R          | 3R          | 2R   | A    | A    | 0 / 12 | 18 – 12 |
| Wimbledon | A    | Q2   | 2R          | 1R          | QF          | SF   | 1R          | QF          | 2R          | 1R   | QF          | 2R          | QF          | 1R   | 2R   | 1R   | 0 / 14 | 14 – 14 |
| US Open | A    | 2R   | 1R          | 2R          | QF          | 1R   | 3R          | SF          | SF          | 1R   | 1R          | QF          | 3R          | 2R   | 1R   | A    | 0 / 14 | 21 – 14 |
| Jocs Olímpics | NC   | A    | No celebrat | No celebrat | No celebrat | A    | No celebrat | No celebrat | No celebrat | 1R   | No celebrat | No celebrat | No celebrat | A    | NC   | NC   | 0 / 1  | 0 – 1   |
| Rànquing a final d'any | 210  | 112  | 62          | 53          | 10          | 14   | 13          | 7           | 10          | 54   | 28          | 27          | 41          | 36   | 66   | 227  |        |         |
| Llegenda: G: Guanyador; F: Finalista; SF: Semifinalista; QF: Quarts de final; Q: Qualificació; A: Absent; RR: Round Robin; |      |      |             |             |             |      |             |             |             |      |             |             |             |      |      |      |        |         |

### Dobles mixts
| Open d'Austràlia | A  | A  | A  | A  | A  | A  | 1R | F  | 1R | 1R | 0 / 4  | 4 – 4   |
| Roland Garros | A  | A  | A  | A  | A  | A  | A  | A  | QF | A  | 0 / 1  | 2 – 1   |
| Wimbledon | SF | F  | 2R | 3R | 3R | 2R | QF | SF | QF | 1R | 0 / 10 | 25 – 10 |
| US Open | A  | QF | SF | 1R | 1R | A  | QF | A  | A  | A  | 0 / 5  | 7 – 5   |
| Llegenda: G: Guanyador; F: Finalista; SF: Semifinalista; QF: Quarts de final; Q: Qualificació; A: Absent; RR: Round Robin; |    |    |    |    |    |    |    |    |    |    |        |         |